# Maître des Crucifix franciscains
Maître des Crucifix franciscains est le nom de convention (ou de commodité) donné à un peintre anonyme ombrien du Duecento auteur de crucifix peints.

## Œuvres
- Deux panneaux datés de 1272 issus de la Fondation Kress à la National Gallery of Art (probablement extraits des tabelloni latéraux de  croix peintes) :
  - Vierge éplorée
  - Saint Jean en pleurs